# Pholcus claviger
Pholcus claviger is een spinnensoort uit de familie trilspinnen (Pholcidae). De soort komt voor in Congo.